# Petalium californicum
Petalium californicum là một loài bọ cánh cứng thuộc họ Ptinidae.